# Ansa cervicale
L'ansa cervicale è una struttura nervosa derivata dall'unione di 2 radici provenienti dal plesso cervicale. È costituita da fibre provenienti da C1, C2 e C3. Si trova adagiata al davanti del fascio vascolonervoso del collo e innerva parte dei muscoli sottoioidei.

## Radici
- La radice superiore dell'ansa cervicale origina da un ramo di C1 che non entra nella costituzione del plesso cervicale, ma si accolla al nervo ipoglosso seguendolo per un certo tratto. Alcune fibre lasciano poi l'ipoglosso per costituire l'ansa cervicale, mentre altre proseguono per andare a innervare i muscoli tiroioideo e genioioideo.
- La radice inferiore dell'ansa cervicale (nervo cervicale discendente) nasce con due radici dal 2° e dal 3° nervo cervicale, discende in rapporto con la giugulare interna e si unisce con la radice superiore per formare l'ansa cervicale.

## Territorio di innervazione
Dalla convessità dell'ansa originano fibre per i muscoli omoioideo, sternoioideo e sternotiroideo.